# Решетилівські статті
Решетилівські статті 1709 — 14 пунктів петиції, що її подав гетьман Іван Скоропадський цареві Петрові І у місті Решетилівці 17 липня 1709 року. Частково були затверджені царем 11 серпня 1709, але на практиці не мали впливу на українсько-московські відносини, що перейшли у фазу поступової ліквідації гетьманської автономії та українських вільностей.

## Передумови підписання статей

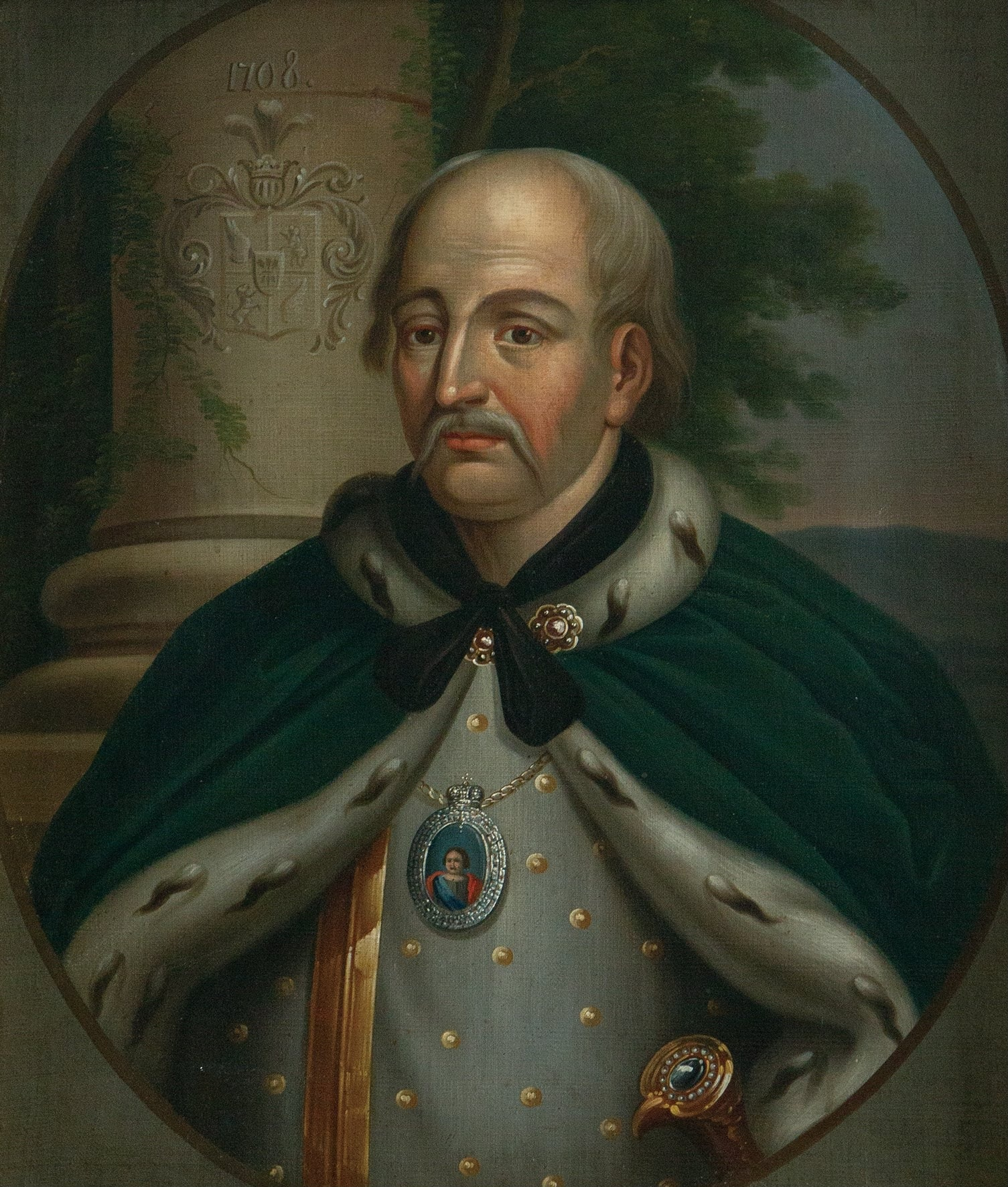
Гетьман Іван Скоропадський

Гетьман Скоропадський, якого було призначено Петром I після переходу Івана Мазепи на бік Карла XII, 17 липня 1709 року, незадовго після Полтавської битви, надіслав московському царю так звані «Просітєльні статті», які мали регулювати відносини між царатом та Гетьманщиною. Цим документом гетьман прохав царя зберегти права та вільності Гетьманщини, які передбачалися виданим від 1 лютого 1708 маніфестом.
Крім того, гетьман також висунув царю нові прохання, що мали вирішити нові та наболілі проблеми в московсько-українських:
- Українське військо мало підпорядковуватися козацькому керівництву під час походів;
- Артилерія, яку московити вивезли з Батурина, мала бути повернута у власність українського козацького війська;
- Українське населення не мало нести на собі важкий тягар простою московської армії тощо.

Такий характер «Просітєльних статей» говорить про виражене прагнення гетьмана Скоропадського зберегти та примножити свободу Гетьманщини від Московії.

## Рішення ПетраI
Зважаючи на тогочасний стан справ у Московії (тривала кровопролитна Північна війна зі Шведами та існувала постійна загроза османського вторгнення) і ще свіжих спогадів від переходу Мазепи на бік Швеції, Петро I не міг піти на нові поступки перед Гетьманщиною. Не останню роль у рішенні царя також зіграла його особиста неприязнь та недовіра до Івана Скоропадського, який в минулому був досить близько наближеним до Мазепи. Таким чином, хоч цар і погодився на підписання угоди з гетьманом, договір носив суто формальний характер і не передбачав ніякої рівноправності у відносинах між Московією та Гетьманщиною.
Ось деякі з наведених у Решетилівських статтях пункти:
- Козацькому війську було відмовлено у поверненні артилерії;
- установлювався контроль з боку Московії за збором податків в Україні і їх своєчасним надходженням до царської казни;
- значно збільшувалась кількість московських залог на території Лівобережної України;
- при гетьманові вводилася посада міністра-резидента, який мав спостерігати за діяльністю гетьмана та його уряду і своєчасно надавати інформацію Петру I;
- прийняття гетьманом іноземних послів (особливо з Криму, Османської імперії, Речі Посполитої та Швеції) мало проходити виключно у присутності царського представника.

## Вирішальний указ ПетраI на статті Івана Скоропадського
|                                                                      | від 18 липня 1709 року На 1-ше Права та вольності і військові порядки, у статтях подані від тих, що були раніше, великих государів, царів усеросійських, від їхньої царської величності, колишнім гетьманам, а особливо ті, на яких гетьман Богдан Хмельницький із малоросійським народом приступив під великодержавну руку блаженної пам’яті великого государя царя Олексія Михайловича, самодержця всеросійського, великий государ, його царська величність, у своїй грамоті, за підписом своєї високої монаршої руки, уже зволив генерально підтвердити при постановленні його, пана гетьмана, у Глухові на гетьманський уряд 1, їх і тепер непорушно утримувати за своєю монаршою милістю обіцяє, а статті йому, гетьману, докладніші на утвердження того, відповідно колишнього, будуть дані потім, як тільки час допустить. На 2-ге Щоб наказним над малоросійським військом не бути під командою генералів великоросійських військ, тому збутися неможливо, бо спочатку вони завжди були безсуперечно під командою полкових воєвод великоросійських військ та генералів, а згаданим генералам міцно буде вказано від його царської величності, щоб козаків, окрім військового діла, ні на які свої приватні послуги ніяк не вживали, а воїнські діла управляли з поради та згоди із наказними, а коли генерали те чинитимуть супротивно указу його царської величності, то йому, пану гетьману, про те доносити його царській величності, за що ті переступники указів його царської величності приймуть жорстокий гнів. На 3-тє Немала частина артилерії, узятої в Батурині, віддана на прохання гетьмана пану гетьману, а решту гармат мають у пам’ять зміни батуринської, як такі, що вживані супроти військ його царської величності, відвезені до московського цейгауза, за звичаями цього світу, що все признається за здобич, що було в неприятельських руках хоч би 24 години. На 4-те Його величність укаже гармати із Гадяцького полку, узяті через ворожий наступ із неміцних міст, віддати по-давнішому, окрім тих міст, які виявились у зміні супроти його величності. А щодо містечка Котельви, то його віддано за докучним чолобиттям од тих жителів його царській величності, щоб їх через близькість та зручність до Охтирського полку було приділено у відання того полку, через те тепер уже неможливо відмінити того указу його царської величності. На 5-те Воєводам, які за давнім звичаєм перебувають в Україні, указом його царської пресвітлої величності підтверджено буде, щоб до людей малоросійського народу без указу ніяк інтересу не виявляли, і прав їхніх та вольностей не порушували, і в суди та розправи їхні не втручалися, а до кого із малоросійського народу буде якесь важливе діло, щодо того зі згоди тих міст полковників та старшини чинити розшук і справедливість за їхніми правами, окрім державних справ, як зміна чи інше. Із міст же, в які через неприятельський наступ уведені російські гарнізони, уже вони виведені, окрім Полтави, із якої гарнізону виводити неможливо, бо більша частина міст того полку була у бунті спільно із запорожцями, через це небезпечно його, як крайній городок, залишати без гарнізону, щоб ті ж таки бунтівники запорожці із своїми однодумцями не вчинили знову якогось збурення. На 6-те Про те 2 міцно буде учинено заказ, а коли такі образи від великоросійських військ надалі де трапляться, то щоб про те доносили ближньому стольнику Андрію Петровичу Ізмайлову, який буде призначений при пані гетьману для всіляких справ його царської величності. Коли ж те трапиться у Києві чи буде поблизу нього, то воєводі київському Дмитру Михайловичу Голіцину доносити, і про те за дізнанням чинитимуть справедливість. На 7-ме Щоб постоїв у козацьких дворах без крайньої потреби не було, про те потверджено буде указом великого государя. А що при тій статті до лиця великого государя висловлено, що вони служать за одну козацьку вольність, яка тим порушується, то того так писати не належало б, бо весь малоросійський народ достатньо мав милості царської величності і тепер має в утриманні всі привілеї, вольності та свободи їхні більше всіх інших народів, а над те все, яка оборона тепер через персональний провід і мужню зброю його царської величності учинена з побиттям неприятеля й розорителя Малоросійського краю, короля шведського, та змінника Мазепи, і вони від крайньої погибелі, і руїни, й уярмлення звільнені; так і в минулі часи від наступу польського, турського й татарського військами великоросійськими були завжди охоронені, і через те досить має причини весь малоросійський народ вірно служити його царській величності більше, як раніше 3. На 8-ме Через теперішній розор Малоросійського краю, милосердствуючи про нього, його царська величність указав нинішнього літа звільнити військо від військового походу, окрім хіба крайньої потреби і то певного числа для охорони цього краю на вимогу випадку. На 9-те Цей дозвіл 4 малоросійському народу дається за милістю царської величності, і про те певне визначення буде невдовзі учинене, як тому чинитися упорядженим чином, а поки те учиниться, тепер того вчинити неможливо, бо небезпечно, щоб бунтівники запорожці під якимось приводом у тих місцях знову не загніздилися і зібрання бунтівні не учинилися. На 10-те Щодо того завжди оборона була від його царської величності, щоб вірних підданих його царської величності малоросійського народу ніхто змінниками називати не осмілювався, бо хто тому переступу невинуватий, тому не належить за іншого таку докуку терпіти, і тепер оте указом його царської величності це буде міцно заказано. На 11-те Під теперішній час у потребі належить поставити охітні полки для прохарчування на стаціях у тих місцях, де не було великого розору, через що ті полки нині і від військового походу звільняються. А оскільки надалі потрібно учинити визначення приходам, як на заплату тим полкам, так і на інші витрати й потреби належні військові, через те потрібно, щоб пан гетьман прислав до його царської величності негайне звіщення, які при колишніх гетьманах, також і при останньому, який був, при зміннику Мазепі, покладені на малоросійський народ наклади й податки і з чого, які до військового скарбу та на інші потреби приходили з усіх полків прибутки, і по тому легко зможе його царська величність про все учинити визначення, щоб те було для задоволення всіх і без народного утяження. На 12-те Оскільки двори в Чернігові ломано для укріплення і безпеки Чернігівської фортеці, через те неможливо тих дворів для ліпшого й надалі стану тієї фортеці знову будувати, а відвести тим, у кого ті двори зламано, під будівництво в інших зручних місцях, [даючи] землі, скільки належить. На 13-те Як перед цим було визначено, так і тепер підтвердиться царської величності указом, щоб усі укази царської величності, належні для Малоросійського краю, посилалися тільки до одного гетьмана із Приказу Малої Росії і від міністрів його царської величності, яким ті діла є доручені, а не від когось іншого. На 14-те Давати за подорожніми підводи належить із Москви за підписом малоросійського судді, а поштові Ямського приказу, а з походу за підписом панів фельдмаршалів та міністрів посольських справ, також генералів, які мають головну команду, а із значних міст за воєводськими чи комендантськими руками. |
| — Державний канцлер граф Головкін, Дано в Києві, 31 липня 1709 року. | |